# Siskins
Die Siskins (Erlenzeisig) waren ein Royal Canadian Air Force (RCAF) Kunstflug-Team, das im Jahr 1929 in Camp Canadian Forces Base Borden, Ontario gegründet wurde. Es war das erste offizielle Kunstflugteam der Luftwaffe. Sie flogen  drei Armstrong Whitworth Siskin Doppeldecker. Die Siskins hatten schnell einen Ruf für die Durchführung gefährliche Stunts. Die Siskins flog mehr als 100 Flugshows über drei Jahre, bevor sie im Jahr 1932 aufgelöst wurden. Die Weltwirtschaftskrise zwang die RCAF, ihre Aktivitäten auf rein militärische Operationen zu reduzieren. Die Siskins waren auch in St. Hubert und auf der Canadian Forces Base Trenton stationiert.
Siskin 'Squadron Leader I.A.N. McNabb erhielt später als erste RCAF Piloten, das Distinguished Flying Cross während des Zweiten Weltkriegs verliehen.